# Ahmad-Reza Sadeghi
Ahmad-Reza Sadeghi ist ein deutscher Informatiker und seit 2012 Professor für Informatik an der Technischen Universität Darmstadt und Leiter des System Security Lab. Er ist Cybersecurity-Experte und Mitglied der acatech (National Academy of Science and Engineering).

## Werdegang
Sadeghi promovierte in Informatik mit Schwerpunkt Kryptografie an der Universität des Saarlandes. Danach arbeitete er mehrere Jahre in der Forschungs‑ und Entwicklungsabteilung der Telekommunikationsbranche, unter anderem bei Ericsson. Er hat nationale und internationale Forschungs- und Entwicklungsprojekte geleitet bzw. daran mitgewirkt – etwa zur Entwicklung vertrauenswürdiger Computerplattformen, hardwareunterstützter Sicherheit, IoT‑Security und ‑Privacy, angewandter Kryptografie sowie vertrauenswürdiger KI (künstliche Intelligenz).
Sadeghi war als General-Chair- oder Program-Chair- sowie Programmkomitee-Mitglied von Konferenzen im Bereich Informationssicherheit, Datenschutz sowie Design und Automatisierung tätig – darunter ACM CCS, IEEE Security & Privacy, NDSS, USENIX Security, DAC, DATE und ICCAD. Zudem war er Chefredakteur des IEEE Security and Privacy Magazine. Ahmad Sadeghi wirkte in verschiedenen Herausgebergremien mit, unter anderem bei ACM Transactions on Information & System Security (TISSEC), als Gasteditor für IEEE TCAD, ACM Books und ACM DIOT. Derzeit ist er Mitglied der Herausgebergremien von ACM TODAES und ACM DTRAP.
Seit 2012 kooperiert Sadeghi mit Intel. Aus dieser Zusammenarbeit sind bereits mehrere gemeinsame Forschungszentren zu unterschiedlichen Themen hervorgegangen – unter anderem zu Secure Computing in mobilen und eingebetteten Systemen, zu autonomen und resilienten Systemen sowie zu Private KI (künstliche Intelligenz). 2019 hat Sadeghi eine gravierende Sicherheitslücke bei Intel-Prozessoren aufgedeckt.
Sadeghi leitet das System Security Lab der TU Darmstadt, das weltweit zu den führenden Forschungseinrichtungen in den Bereichen IT-Sicherheit gehört. Speziell beschäftigt sich das Forschungsteam mit verschiedenen Aspekten von KI-Sicherheit.

## Veröffentlichungen (Auswahl)
(Quelle: )
- Götz, Raphael and Sendner, Christoph and Ruck, Nico and Rostami, Mohamadreza and Dmitrienko, Alexandra and Sadeghi, Ahmad-Reza (2025):  RLFuzz: Accelerating Hardware Fuzzing with Deep Reinforcement Learning  In: IEEE International Symposium on Hardware Oriented Security and Trust (HOST2025), 2025 [Conference or Workshop Item]
- Wu, Lichao and Rostami, Mohamadreza and Li, Huimin and Rajendran, Jeyavijayan and Sadeghi, Ahmad-Reza (2025): GenHuzz: An Efficient Generative Hardware Fuzzer  In: 34th USENIX Security Symposium, 2025 [Conference or Workshop Item]
- Knauer, Jonathan and Rieger, Phillip and Fereidooni, Hossein and Sadeghi, Ahmad-Reza (2024): Phantom: Untargeted Poisoning Attacks on Semi-Supervised Learning In: ACM CCS 2024 [Conference or Workshop Item]
- Gohil, Vasudev and Kande, Rahul and Chen, Chen and Sadeghi, Ahmad-Reza and Rajendran, Jeyavijayan (2024): MABFuzz: Multi-Armed Bandit Algorithms for Fuzzing Processors In: 27. IEEE Design, Automation and Test in Europe Conference (DATE ‘24), Valencia, Spain, 25. – 27. March 2024, [Conference or Workshop Item]
- Rostami, Mohamadreza and Chilese, Marco and Zeitouni, Shaza and Kande, Rahul and Rajendran, Jeyavijayan and Sadeghi, Ahmad-Reza (2024): Beyond Random Inputs: A Novel ML-Based Hardware Fuzzing In: 27. IEEE Design, Automation and Test in Europe Conference (DATE ‘24), Valencia, Spain, 25. – 27. March 2024, [Conference or Workshop Item]